# 長谷川等伯
長谷川 等伯（はせがわ とうはく、天文8年（1539年） - 慶長15年2月24日（1610年3月19日））は、安土桃山時代から江戸時代初期にかけての絵師。幼名は又四郎、のち帯刀。初期は信春と号した。狩野永徳、海北友松、雲谷等顔らと並び桃山時代を代表する画人である。
能登国・七尾の生まれ。20代の頃から七尾で日蓮宗関係の仏画や肖像画を描いていたが、元亀2年（1571年）頃に上洛して狩野派など諸派の画風を学び、牧谿、雪舟らの水墨画に影響を受けた。千利休や豊臣秀吉らに重用され、当時画壇のトップにいた狩野派を脅かすほどの絵師となり、等伯を始祖とする長谷川派も狩野派と対抗する存在となった。金碧障壁画と水墨画の両方で独自の画風を確立し、代表作『松林図屏風』（東京国立博物館蔵、国宝）は日本水墨画の最高傑作として名高い。晩年には自らを「雪舟五代」と称している。慶長15年（1610年）に江戸で没した。代表作は他に『祥雲寺（現智積院）障壁画』（国宝）、『竹林猿猴図屏風』（相国寺蔵）など。画論に日通が筆録した『等伯画説』がある。長谷川久蔵ら4人の息子も長谷川派の絵師となった。

## 生涯

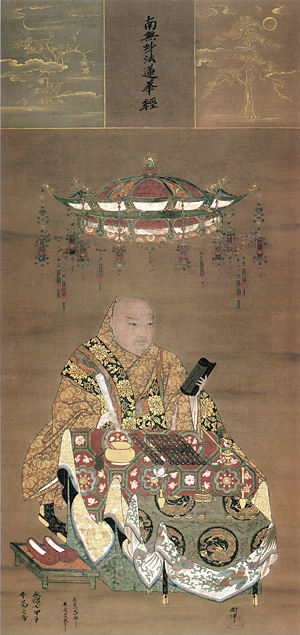
『日蓮聖人像』（大法寺蔵）

### 七尾時代
天文8年（1539年）、能登国七尾（現・石川県七尾市）に能登国の戦国大名・畠山氏に仕える下級家臣の奥村文之丞宗道の子として生まれる。幼名を又四郎、のち帯刀と称した。幼い頃に染物業を営む奥村文次という人物を介して、同じ染物屋を営む長谷川宗清（宗浄）の養子となった。宗清は雪舟の弟子である等春の門人として仏画などを描き、養祖父や養父の仏画作品も現存している。等伯は等春から直接絵を習ったことはないと考えられるが、『等伯画説』の画系図では自分の師と位置づけており、信春の「春」や等伯の「等」の字は、等春から取ったものと考えられる。
等伯は10代後半頃から宗清や養祖父の無分（法淳）から絵の手ほどきを受けていたと考えられ、養家が熱心な日蓮宗信者だったことから、法華関係の仏画や肖像画などを描き始めた。当時は長谷川信春と名乗っていた。現在確認されている最初期の作は、永禄7年（1564年）26歳筆の落款のあるものだが、その完成度は極めて高い。この時代の作品に、生家の菩提寺である本延寺に彩色寄進した木造『日蓮上人坐像』（1564年、本延寺蔵）、『十二天図』（1564年、正覚寺蔵）、『涅槃図』（1568年、妙成寺蔵）などがあり、現在能登を中心に石川県・富山県などで10数点が確認されている。
当時の七尾は和学でも知られる畠山義総が支配し、義総を頼って京都から公卿や歌人、連歌師、禅僧などが下向したことで「畠山文化」が開花したとされ、等伯はそのような文化的環境で育ったといわれている。等伯の作品には都でもあまり見られないほど良質の顔料が使われている。一般に仏画は平安時代が最盛期で、その後は次第に質が落ちていったとされるが、等伯の仏画はそのような中でも例外的に卓越した出来栄えをしめす。等伯は何度か京都と七尾を往復し、法華宗信仰者が多い京の町衆から絵画の技法や図様を学んでいたと考えられる。

### 上洛、雌伏の時代
元亀2年（1571年）等伯33歳の頃、養父母が相次いで亡くなり、それを機に妻と息子久蔵を連れて上洛、郷里の菩提寺・本延寺の本山本法寺を頼り、そこの塔頭教行院に寄宿した。翌元亀3年（1572年）には、この年に30歳で死去した本法寺八世住職日堯の肖像画『日堯上人像』を描いている。
天正17年（1589年）まで等伯に関する史料は残っていないが、最初は当時の主流だった狩野派の狩野松栄の門で学ぶもののすぐに辞め、京都と堺を往復して、堺出身の千利休や日通らと交流を結んだ。狩野派の様式に学びつつも、彼らを介して数多くの宋や元時代の中国絵画に触れ、牧谿の『観音猿鶴図』や真珠庵の曾我蛇足の障壁画などを細見する機会を得た。それらの絵画から知識を吸収して独自の画風を確立していったのもこの頃である。この頃も信春号を用いており、『花鳥図屏風』（妙覚寺蔵）、『武田信玄像』（成慶院蔵）、『伝名和長年像』（東京国立博物館蔵）など優れた作品を残しており、天正11年（1583年）には大徳寺頭塔である総見院に『山水、猿猴、芦雁図』（現存せず）を描いたという記録が残っており、利休らを通じて大徳寺などの大きな仕事を受けるようになったという。天正14年（1586年）、豊臣秀吉が造営した聚楽第の襖絵を狩野永徳とともに揮毫している。『本朝画史』には、狩野派を妬んだ等伯が、元々狩野氏と親しくなかった利休と交わりを結び、狩野永徳を謗ったという逸話が載っている。『本朝画史』は1世紀後の、等伯のライバルだった狩野派の著作なので、信憑性にやや疑問が残るが、これが江戸時代における一般的な等伯に対する見方であった。

### 中央画壇での活躍
天正17年（1589年）、利休を施主として増築、寄進され、後に利休切腹の一因ともなる大徳寺山門の天井画と柱絵の制作を依頼され、同寺の塔頭三玄院の水墨障壁画を描き、有名絵師の仲間入りを果たす。「等伯」の号を使い始めるのは、これから間もなくのことである。天正18年（1590年）、前田玄以と山口宗永に働きかけて、秀吉が造営した仙洞御所対屋障壁画の注文を獲得しようとするが、これを知った狩野永徳が狩野光信と勧修寺晴豊に申し出たことで取り消された。この対屋事件は、当時の等伯と永徳の力関係を明確に物語る事例であるが、一方で長谷川派の台頭を予感させる事件でもあり、永徳の強い警戒心が窺える。この1か月後に永徳が急死すると、その危惧は現実のものとなり、天正19年（1591年）に秀吉の嫡子・鶴松の菩提寺である祥雲寺（現智積院）の障壁画制作を長谷川派が引き受けることに成功した。この豪華絢爛な金碧障壁画は秀吉にも気に入られて知行200石を授けられ、長谷川派も狩野派と並ぶ存在となった。しかし、この年に利休が切腹し、文禄2年（1593年）には画才に恵まれ跡継ぎと見込んでいた久蔵に先立たれるという不幸に見舞われた。この不幸を乗り越えて、文禄2年から4年（1593年 - 1595年）頃に代表作である『松林図屏風』（東京国立博物館蔵）が描かれた。

《松林図屏風》左隻、国宝、東京国立博物館
《松林図屏風》右隻、国宝、東京国立博物館
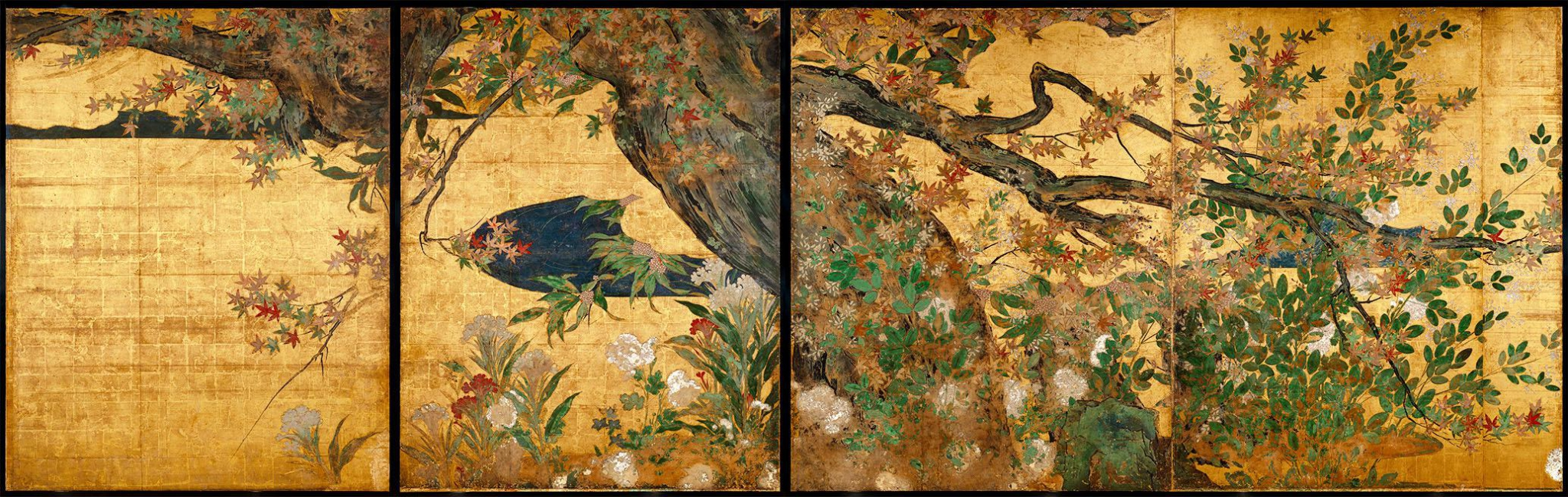
楓図（旧祥雲寺障壁画のうち）智積院蔵
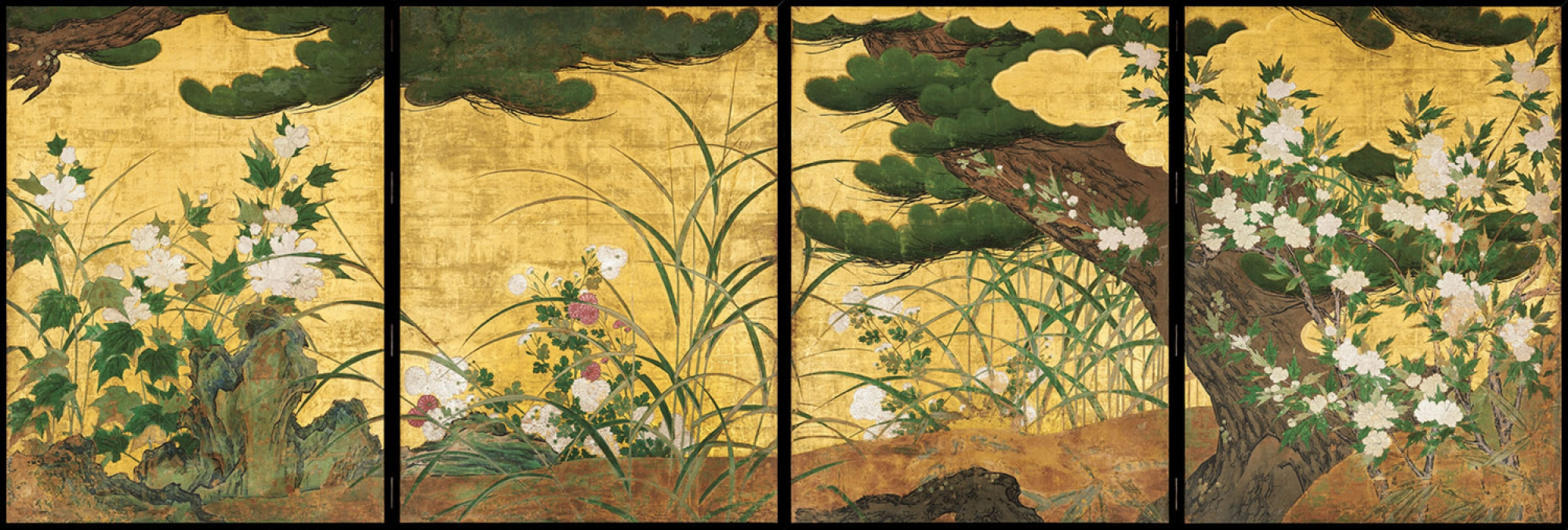
松に秋草図（旧祥雲寺障壁画のうち）智積院蔵

### 「雪舟五代」
等伯は私生活では不幸もあったが、絵師としては順調であった。慶長4年（1599年）本法寺寄進の『涅槃図』以降、「自雪舟五代」を落款に冠しており、自身を雪舟から5代目にあたると標榜した。雪舟－等春－法淳（養祖父）－道浄（養父）－等伯と、当時評価が上がりつつあった雪舟の名を全面に押し出しつつ、間に祖父と父の名を加え、自らの画系と家系の伝統と正統性を宣言する。これが功を奏し、法華宗以外の大寺院からも次々と制作を依頼され、その業績により慶長9年（1604年）に法橋に叙せられ、その礼に屏風一双などを宮中へ献上した。この年の暮れ、本法寺天井画制作中に高所から転落し、利き腕である右手の自由を失ったと言われるが、その後の作が残っていることからある程度は治ったものと考えられる。慶長10年（1605年）には法眼に叙せられ、この年に本法寺客殿や仁王門の建立施主となるなど多くのものを寄進、等伯は本法寺の大檀越となり、単なる町絵師ではなく、町衆として京都における有力者となった。

### 晩年
晩年の等伯に関する記事が、沢庵宗彭の『結縄録』にみえる。ある人が、じかに虎を見たことがある誰それほど上手に虎を描く者はいないだろうと述べると、等伯は自分の左手を見ながら右手で絵を描いても、絵が下手では上手く描けないように、実際に見た見ないは絵の上手下手とは関係ない、と反論する。沢庵は、さほど賢そうな老人には見えないけれども、画道に心を尽くした人の発言だけあると感心しており、文章の生々しさから実際に等伯に会って書いたであろうこの逸話からは、生涯を絵に捧げた等伯の愚直な姿を彷彿とさせる。
慶長15年（1610年）、徳川家康の要請により次男・長谷川宗宅を伴って江戸に下向するが旅中で発病、江戸到着後2日目にして病死した。享年72。戒名は厳浄院等伯日妙大居士。遺骨は京都に移され、本法寺に葬られた。その後、墓所が所在不明となり、平成14年（2002年）に新しく建てられた。

## 年表
- 天文8年（1539年） - 能登国七尾に生まれる。
- 永禄6年（1563年） - 『日乗上人像』（羽咋・妙成寺蔵）を描く。
- 永禄11年（1568年） - 長男・久蔵生まれる。
- 元亀2年（1571年） - 養父・宗清、養母・妙相没。この年に上洛か。
- 天正7年（1579年） - 妻・妙浄没。
- 天正17年（1589年） - 『大徳寺山門天井画・柱絵』『山水図襖』（大徳寺蔵）を描く。妙清を後妻に迎える。
- 文禄2年（1593年） - 『祥雲寺障壁画』（智積院蔵）を完成する。長男・久蔵没。
- 慶長4年（1599年） - 『仏涅槃図』（本法寺蔵）を描く。この頃「自雪舟五代」を自称する。
- 慶長9年（1604年） - 法橋に叙せられる。後妻・妙清没。
- 慶長10年（1605年） - 法眼に叙せられる。
- 慶長11年（1606年） - 『龍虎図屏風』（アメリカ・ボストン美術館蔵）を描く。
- 慶長15年（1610年） - 江戸下向到着後、没。享年72。

## 長谷川派
長谷川派は、等伯を始祖とする桃山時代から江戸時代初期にかけての漢画系の画派である。等伯には久蔵、宗宅、左近、宗也の4人の子がおり、そのうち久蔵は等伯に勝るほどの腕前を持っていたが26歳で早世し、宗宅が一時家督を継いだ。宗宅は法橋に叙せられて『秋草図屏風』（南禅寺蔵）などを描いたが、等伯が亡くなった翌年に没した。その次に家督を継いだ左近は、自らを等伯に次いで「雪舟六代」と称したが、等伯の画風を受け継ぎながらも俵屋宗達風の装飾性を増した作品も残している。宗也は4人の中で最も長く続いた系統で、『柳橋水車図屏風』（群馬県立近代美術館蔵）、八坂神社扁額の『大黒布袋角力図絵馬』などを描いたが、技量は他の兄弟たちより劣っていた。弟子には他に、等伯の女婿となった等秀や伊達政宗に重用された等胤、ほか等誉、等仁、宗圜ら多数がいた。等伯時代の長谷川派は狩野派よりも色彩感覚に優れ、斬新な意匠を特徴としたが、等伯没後は優れた画家が出なかった。

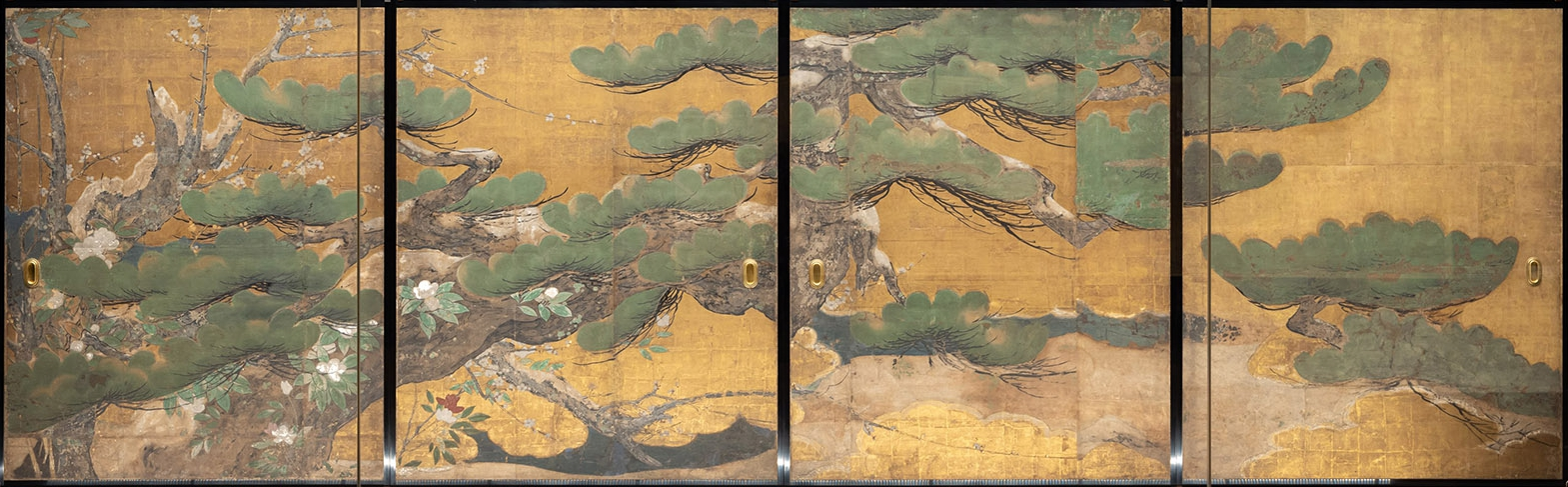
長谷川派《雪松図》16世紀、桃山時代、智積院、京都

## 等伯画説
『等伯画説』（とうはくがせつ、本法寺蔵、重要文化財）は、等伯が先代の画家や鑑賞方式などについて語ったことを、本法寺十世住職で等伯と親交があった日通が筆録した画論である。成立は文禄1年（1592年）前後と考えられている。最初に明兆、如拙以下の漢画の系譜を記し、雪舟ら日本の絵師について触れつつも、大半は南宋や元時代の絵の主題とその画家たちの内容で占められている。画論としては日本最古のものとして歴史的にも貴重である。

## 作品
現在確認される長谷川等伯の作品は80点余りで、その多くが重要文化財に、一部は国宝に指定されている。途中記録がない時期を挟むものの、その画業をほぼ追うことが出来る。金碧障壁画制作のかたわら、中国・宋元の風を承けた水墨の作品もよくした。特に牧谿の『観音猿鶴図』（国宝、大徳寺蔵）の影響が強く、その筆法を会得するまで何度も繰り返し描いている。牧谿と比べると等伯の技術は明らかに劣っているが、等伯はその未熟さをむしろ逆手に取り、絵のモチーフに共感を抱かせ、鑑賞者に感情移入を促す情感表現を志した。代表作『松林図屏風』もその延長上に位置し、その主題が最も成功した作品といえよう。国宝または重要文化財に指定された作品は太字で表記する。

### 40代以前
| 作品名             | 技法         | 員数                | 所蔵者           | 年代                       | 備考 |
| ------------------ | ------------ | ------------------- | ---------------- | -------------------------- | --- |
| 一塔両尊図         | 紙本著色     | 1幅                 | 富山・大法寺     | 永禄7年(1564年)            | 重要文化財 |
| 日蓮聖人像         | 紙本著色     | 1幅                 | 富山・大法寺     | 永禄7年(1564年)            | 重要文化財 |
| 鬼子母神十羅刹女図 | 紙本著色     | 1幅                 | 富山・大法寺     | 永禄7年(1564年)            | 重要文化財 |
| 弁財天十五童子像   | 紙本著色     | 1幅                 | 個人蔵           | 永禄7年(1564年)            | |
| 善女龍王図         | 絹本著色     | 1幅                 | 石川県七尾美術館 | 室町時代末期               | 石川県指定有形文化財 「信春」朱文袋形印 |
| 十二天図           | 絹本著色     | 12幅(額装3面に改装) | 羽咋・正覚院     | 永禄7年(1564年)            | 石川県指定有形文化財 |
| 日蓮聖人像         | 絹本著色     | 1幅                 | 石川・實相寺     | 永禄8年(1565年)            | 七尾市指定有形文化財 |
| 三十番神図         | 絹本著色     | 1幅                 | 富山・大法寺     | 永禄9年(1566年)            | 重要文化財 |
| 仏涅槃図           | 絹本著色     | 1幅                 | 羽咋・妙成寺     | 永禄11年(1568年)           | 石川県指定有形文化財 |
| 法華経本尊曼荼羅図 | 絹本著色     | 1幅                 | 京都・妙傳寺     | 永禄11年(1568年)           | |
| 鬼子母神十羅刹女像 | 絹本著色     | 1幅                 | 富山・妙傳寺     | 元亀2年(1571年)            | |
| 鬼子母神十羅刹女像 | 絹本著色     | 1幅                 | 新潟・本成寺     |                            | |
| 愛宕権現図         | 絹本著色     | 1幅                 | 石川県七尾美術館 | 室町時代末期〜桃山時代初期 | 石川県指定有形文化財 「信春」朱文袋形印 |
| 日乗上人像         | 絹本著色     | 1幅                 | 羽咋・妙成寺     | 室町時代                   | 石川県指定有形文化財 |
| 日蓮聖人像         | 絹本著色     | 1幅                 | 珠洲・本住寺     | 室町時代                   | |
| 日堯上人像         | 絹本著色     | 1幅                 | 京都・本法寺     | 元亀3年(1572年)            | 重要文化財。早世した本法寺第八世日堯を描いた像。江戸時代には「信春」は息子の久蔵のことだと考えられたが、本図に墨書された款記によって信春と等伯が同一人物だと提唱され、現在ほぼ定説となっている。 |
| 伝名和長年像       | 絹本著色     | 1幅                 | 東京国立博物館） |                            | 重要文化財。素襖に帆掛舟の紋があることから、旧蔵者福岡孝弟が箱に「伯耆守名和長年像」と記し、この名で呼ばれている。しかし、等伯が日蓮宗の祖師以外で過去の人物の肖像画を描くとは考え難く、等伯と同時代の武将を描いたとする説も有力。候補として、大坪流の馬術家で能登に領地を持ち、足利義輝の馬術師範であった斉藤好玄(よしはる)、『武田信玄像』との関係から武田家の家臣で水軍を担った伊丹康道、或いは帆掛舟はただの文様で太刀の目貫と笄に梅鉢紋が描かれている事からこれを家紋とする能登平氏とする説、などがある。 |
| 武田信玄像         | 絹本著色     | 1幅                 | 高野山・成慶院   |                            | 重要文化財。近年、この肖像画の像主について異論が出ている。詳しくは武田信玄#肖像画を参照。 |
| 日禛上人像         | 絹本著色     | 1幅                 | 個人蔵           |                            | |
| 花鳥図屏風         | 紙本著色     | 六曲一隻            | 岡山・妙覚寺     | 室町時代                   | 重要文化財 |
| 花鳥図屏風         | 紙本金地著色 | 六曲一隻            | 米国・個人蔵     |                            | |
| 十六羅漢図         | 紙本墨画淡彩 | 8幅                 | 七尾・霊泉寺     | 室町時代                   | 石川県指定有形文化財 |
| 陳希夷睡図         | 紙本墨画     | 1幅                 | 石川県七尾美術館 | 桃山時代                   | 石川県指定有形文化財 「長谷川」朱文長方形印、「信春」朱文鼎形印 |
| 達磨図             | 紙本墨画     | 1幅                 | 七尾・龍門寺     | 桃山時代                   | 石川県指定有形文化財 |
| 猿猴図屏風         | 紙本墨画     | 二曲一隻            | 石川県七尾美術館 | 桃山時代                   | 石川県指定有形文化財 |
| 松竹図屏風         | 紙本墨画     | 二曲一隻            | 石川県七尾美術館 | 桃山時代                   | 石川県指定有形文化財 |
| 牧馬図屛風         | 紙本著色     | 六曲一双            | 東京国立博物館   | 桃山時代                   | 重要文化財 |
| 海棠に雀図         | 紙本著色     | 1幅                 | 個人蔵           |                            | |
| 恵比寿大黒・花鳥図 | 紙本著色     | 3幅                 | 京都国立博物館   |                            | |
| 芦葉達磨図 梵芳賛  | 紙本墨画     | 1幅                 | 岡山県立美術館   |                            | |
| 春耕図             | 紙本淡彩     | 1幅                 | 京都国立博物館   |                            | |
| 山水図             | 紙本墨画淡彩 | 1幅                 | 石川県七尾美術館 | 室町時代                   | 七尾市指定有形文化財 |
| 西王母図           | 紙本淡彩     | 1幅                 | 京都・本隆寺     |                            | |
| 寒江渡舟図         | 紙本淡彩     | 1幅                 | 個人蔵           |                            | |
| 山水図             | 紙本淡彩     | 2幅                 | 個人蔵           |                            | |

### 50代
| 作品名                        | 技法           | 員数     | 所蔵者                           | 年代                 | 備考 |
| ----------------------------- | -------------- | -------- | -------------------------------- | -------------------- | --- |
| 稲葉一鉄像                    | 絹本著色       | 1幅      | 京都・智勝院                     | 天正17年（1589年）   | 玉甫紹琮賛、重要文化財。天正16年（1588年）に亡くなった美濃国の武将・稲葉一鉄の一周忌に際して描かれたものとされる。 |
| 大徳寺山門天井画・柱絵        | 板絵著色       |          | 京都・大徳寺                     | 天正17年（1589年）   | 内訳は、中央に「雲龍図」と「蟠竜図」、その外側にそれぞれ「昇竜図」と「降竜図」、柱に阿吽の「仁王像」、さらに両サイドに「天人像」と「迦陵頻伽像」を一体ずつ描く。等伯が大絵師への道を辿る契機となった記念碑的作品。この絵でのみ「等白」と署名しており、等伯と名乗る前の画号とみなされている。なおこれらの絵画は、温湿度の影響を非常に受けやすいため、作品保護の観点から一切の拝観が禁止されている。 |
| 羅漢図                        | 絹本著色       | 1幅      | 京都・大徳寺                     | 桃山時代             | |
| 臨済・徳山像                  | 紙本淡彩       | 2幅      | 京都・衡梅院                     | 桃山時代             | |
| 旧三玄院襖絵（山水図襖）      | 紙本墨画       | 襖32面   | 京都・圓徳院                     | 天正17年（1589年）頃 | 重要文化財。元は大徳寺塔頭三玄院の方丈を飾るものだったが、廃仏毀釈によって流出し、現在は上記のように分蔵されている。等伯はかねてより方丈の襖絵制作を懇願していたが、住持春屋宗園は修業の場である方丈に絵は不要と断られ続けた。そこで等伯は春屋の留守を狙って止める雲水達を振り切って上がり込み、一気呵成に描いたのがこの襖絵だったと言う。戻ってきた宗園は初め激怒するも、絵の出来栄えに感心し、結局襖絵を認めてそのままにした。襖絵の料紙が作画に不向きな雲母刷り胡粉桐文様の唐紙であることから、この逸話はおおよそ事実に近かったと考えられる。等伯は、桐紋を降りしきる雪に見立て、雪景色の山水として描いた。 |
| 旧三玄院襖絵（松林山水図襖）  | 紙本墨画       | 襖4面    | 京都・楽美術館                   | 天正17年（1589年）頃 | |
| 松に鴉・柳に白鷺図屏風        | 紙本墨画       | 六曲一双 | 出光美術館                       | 桃山時代             | |
| 楓図                          | 紙本金地著色   | 襖4面    | 京都・智積院                     | 文禄2年（1593年）頃  | 国宝 旧祥雲寺障壁画『楓図』は日本障壁画の最高傑作と評されている。 |
| 松に秋草図                    | 紙本金地著色   | 二曲一双 | 京都・智積院                     | 文禄2年（1593年）頃  | 国宝 旧祥雲寺障壁画 |
| 松に黄蜀葵図                  | 紙本金地著色   | 襖4面    | 京都・智積院                     | 文禄2年（1593年）頃  | 国宝 旧祥雲寺障壁画 |
| 松に梅図                      | 紙本金地著色   | 襖4面    | 京都・智積院                     | 文禄2年（1593年）頃  | 重要文化財 旧祥雲寺障壁画 |
| 春屋宗園像                    | 絹本著色       | 1幅      | 京都・三玄院                     | 文禄3年（1594年）    | 重要文化財 |
| 春屋宗園像                    | 絹本著色       | 1幅      | 京都・三玄院                     | 文禄3年（1594年）    | |
| 牛図座屏                      | 紙本墨画       | 2基      | 京都・三玄院                     | 桃山時代             | |
| 千利休像                      | 絹本著色       | 1幅      | 京都・不審庵                     | 文禄4年（1595年）    | 春屋宗園賛 重要文化財。等伯と利休の交流の一端が垣間見える作品。正木美術館にも等伯筆といわれる利休の肖像画があるが、面貌表現の相違から、等伯の作でない可能性が高い。 |
| 松林図屏風                    | 紙本墨画       | 六曲一双 | 東京国立博物館                   | 桃山時代             | 国宝。その伝来、製作の事情など不明な点が多い（完成作でない下絵を屏風に仕立てたものだという説もある）。 |
| 妙蓮寺障壁画                  | 紙本金地著色   |          | 京都・妙蓮寺                     | 文禄4年（1595年）頃  | 重要文化財 京都国立博物館寄託 |
| 樹下仙人図屏風                | 紙本淡彩       | 六曲一双 | 京都・壬生寺                     | 桃山時代             | 重要文化財 |
| 妙法尼像                      | 紙本墨画       | 1幅      | 京都・本法寺                     | 慶長3年（1598年）    | 重要文化財 |
| 竹林猿猴図屏風                | 紙本墨画       | 六曲一双 | 京都・相国寺蔵、承天閣美術館保管 | 桃山時代             | 重要文化財 |
| 老松図                        | 紙本墨画       | 襖6面    | 京都・金地院                     | 桃山時代             | 重要文化財 金地院障壁画 |
| 猿猴捉月図                    | 紙本墨画       | 襖4面    | 京都・金地院                     | 桃山時代             | 重要文化財 金地院障壁画 |
| 枯木猿猴図                    | 紙本墨画       | 2幅      | 京都・龍泉庵                     | 桃山時代             | 重要文化財 京都国立博物館委託。表具背面墨書銘によると、元は前田利長遺愛の六曲一双の屏風絵であったが、ある時利長が恍惚としていると、絵の中の猿が腕を延ばし髪を引っ張ったので、利長は短刀でその腕を切り落とし、以後「腕切猿猴」と呼ばれたという逸話が記されている。利長死後、一隻ずつ分け寄進され、左隻は焼失、右隻も右側4扇分を掛け軸2幅に改装されて現在の状態になっている。 |
| 波濤図                        | 紙本金地墨画   | 12幅     | 京都・禅林寺                     | 桃山時代             | 重要文化財 京都国立博物館寄託 |
| 瀟湘八景図屏風                | 紙本墨画淡彩   | 六曲一双 | 東京国立博物館                   | 桃山時代             | |
| 竹虎図屏風                    | 紙本墨画       | 六曲一双 | 出光美術館                       | 桃山時代             | |
| 竹鶴図屏風                    | 紙本墨画       | 六曲一双 | 出光美術館                       | 桃山時代             | |
| 山水図屏風                    | 紙本墨画       | 六曲一双 | 三重・等観寺                     | 桃山時代             | 三重県指定有形文化財 |
| 柳橋水車図屏風                | 紙本金地著色   | 六曲一双 | 香雪美術館                       | 桃山時代             | 重要美術品。「絵屋」としての等伯を考える上で指標となる作品。当時この図様は非常に流行したらしく、類似作が20点前後も現存し、志野焼や織部焼といった焼物の絵付けや、蒔絵などの工芸品デザインや衣装の文様にも確認することができる。 |
| 檜原図屏風                    | 紙本墨画       | 六曲一隻 | 京都・禅林寺                     | 桃山時代             | 近衛信伊和歌 京都市指定・登録文化財 |
| 黄初平図                      | 紙本墨画       | 3幅      | 大阪・久本寺                     | 桃山時代             | 大阪市指定文化財 |
| 陶淵明愛菊図屏風              | 紙本墨画       | 二曲一隻 | 個人蔵                           | 桃山時代             | |
| 高士騎驢図屏風                | 紙本墨画       | 二曲一隻 | 京都・高桐院                     | 桃山時代             | |
| 波龍図屏風                    | 紙本墨画       | 六曲一隻 | 京都・本法寺                     | 桃山時代             | |
| 四季花鳥図屏風                | 紙本金地著色   | 六曲一双 | 個人蔵                           | 桃山時代             | |
| 四季柳図屏風                  | 紙本金地著色   | 六曲一双 | 個人蔵                           | 桃山時代             | |
| 四愛図襖                      | 紙本淡彩       | 襖6面    | 愛知・有楽苑                     | 桃山時代             | |
| 四愛図座屛                    | 紙本淡彩       | 2基      | 京都・聚光院                     | 桃山時代             | |
| 豊干・寒山拾得・ 草山水図座屛 | 紙本淡彩・墨画 | 2基      | 京都・妙心寺                     | 桃山時代             | |

### 60代以後
| 作品名           | 技法         | 員数     | 所蔵者                           | 年代             | 備考 |
| ---------------- | ------------ | -------- | -------------------------------- | ---------------- | --- |
| 大涅槃図         | 紙本著色     | 1幅      | 京都・本法寺                     | 慶長4年(1599年)  | 重要文化財。画面だけでも縦8m弱・横約5,2m、画面周囲の華やかな描表装を含めれば、高さ10m・横6mにも及ぶ大作。東福寺の明兆作、大徳寺の狩野松栄作と共に、三大涅槃図と呼ばれる。等伯自らが願主となり、本法寺に寄進した。現存する中で初めて「雪舟五代」と署名した作品である。本法寺奉納前に宮中で後陽成天皇の叡覧に供され、京中で評判となった。絵の裏には、日蓮と祖師たちの名、本法寺開山の日親以下日通までの歴代住職、さらに養祖父母や養父母、若死した久蔵たち等伯一族の名が記されている。 |
| 水墨山水図       | 紙本墨画     | 襖20面   | 京都・ 隣華院                    | 慶長4年(1599年)  | 重要文化財 |
| 商山四晧図       | 紙本墨画     | 襖4面    | 京都・真珠庵                     | 慶長6年(1601年)  | 重要文化財 |
| 蜆子猪頭図       | 紙本墨画     | 襖4面    | 京都・真珠庵                     | 慶長6年(1601年)  | 重要文化財 |
| 梅に叭々鳥図     | 紙本墨画     | 襖2面    | 京都・真珠庵                     | 慶長6年(1601年)  | 重要文化財 |
| 禅宗祖師図       | 紙本墨画     | 襖16面   | 京都・天授庵                     | 慶長7年(1602年)  | 重要文化財 |
| 商山四皓図       | 紙本墨画     | 襖8面    | 京都・天授庵                     | 慶長7年(1602年)  | 重要文化財 |
| 松鶴図           | 紙本淡彩     | 襖8面    | 京都・天授庵                     | 慶長7年(1602年)  | 重要文化財 |
| 龍虎図屏風       | 紙本墨画     | 六曲一双 | ボストン美術館                   | 慶長11年(1606年) | 落款「自雪舟五代長谷川法眼等伯筆 六十八歳」、「長谷川」朱文重廓長方印、「等伯」朱文方印 |
| 探梅騎驢図屏風   | 紙本墨画淡彩 | 六曲一双 | 京都・相国寺蔵、承天閣美術館保管 | 慶長11年(1606年) | 落款「自雪舟五代長谷川法眼等伯筆 六十八歳」、「長谷川」朱文重廓長方印、「等伯」朱文方印 |
| 竹林七賢図屏風   | 紙本墨画淡彩 | 六曲一双 | 京都・両足院                     | 慶長12年(1607年) | 落款「自雪舟五代長谷川法眼等伯筆 六十九歳」、「長谷川」朱文重廓長方印、「等伯」朱文方印 |
| 梟烏図屏風       | 紙本墨画     | 二曲一隻 | 大阪市立美術館                   | 慶長12年(1607年) | 落款「自雪舟五代長谷川法眼等伯筆 六十九歳」、「長谷川」朱文重廓長方印、「等伯」朱文方印 |
| 日通上人像       | 絹本著色     | 1幅      | 京都・本法寺                     | 慶長13年(1608年) | 重要文化財。落款「自雪舟五代/長谷川法眼/等伯筆/七十歳/戒名日妙」、「長谷川」朱文重廓長方印、「等伯」朱文方印 |
| 弁慶・昌俊図絵馬 | 板絵金地著色 | 1面      | 京都・北野天満宮                 | 慶長13年(1608年) | 重要文化財。落款「自雪舟五代/長谷川法眼等伯七十歳筆」 |
| 烏鷺図屏風       | 紙本墨画     | 六曲一双 | 個人蔵（DIC川村記念美術館旧蔵）  |                  | 重要文化財。落款「自雪舟五代長谷川法眼等伯筆」、「長谷川」朱文重廓長方印、「等伯」朱文方印 |
| 萩芒図屏風       | 紙本金地著色 | 六曲一双 | 京都・相国寺蔵、承天閣美術館保管 |                  | 京都市指定・登録文化財、「等伯」朱文方印 |
| 故事人物図屏風   | 紙本墨画淡彩 | 六曲一双 | MOA美術館                        |                  | 落款「自雪舟五代長谷川法眼等伯筆」、「長谷川」朱文重廓長方印、「等伯」朱文方印 |
| 黄初平図屏風     | 紙本墨画淡彩 | 二曲一隻 | 福田美術館                       |                  | 落款「自雪舟五代長谷川法眼等伯筆」、「長谷川」朱文重廓長方印、「等伯」朱文方印 |
| 十六羅漢図屏風   | 紙本墨画淡彩 | 六曲一双 | 京都・智積院                     | 慶長14年(1609年) | 落款「自雪舟五代長谷川法眼等伯筆 七十一歳」、「長谷川」朱文重廓長方印、「等伯」朱文方印 |

### その他
- 月夜松林図屏風（個人蔵） 第2の松林図といわれている。京都国立博物館寄託。松の配置やその姿形が原本に忠実過ぎ、細部の表現がやや鈍重なことから、等伯周辺の有力絵師の作とするのが妥当。

### ギャラリー

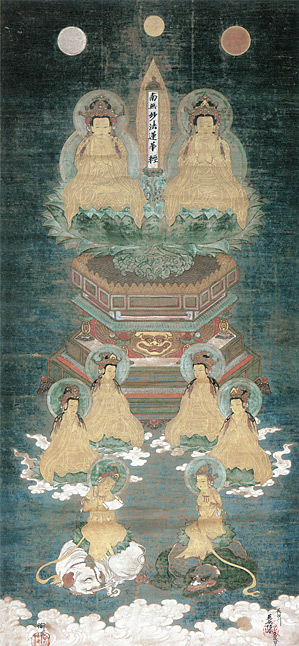
『一塔両尊図』（大法寺蔵）
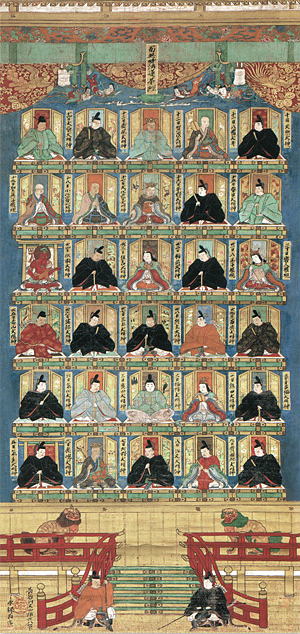
『三十番神図』（大法寺蔵）
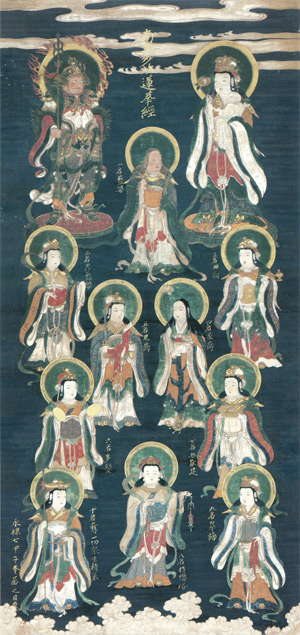
『鬼子母神十羅刹女図』（大法寺蔵）
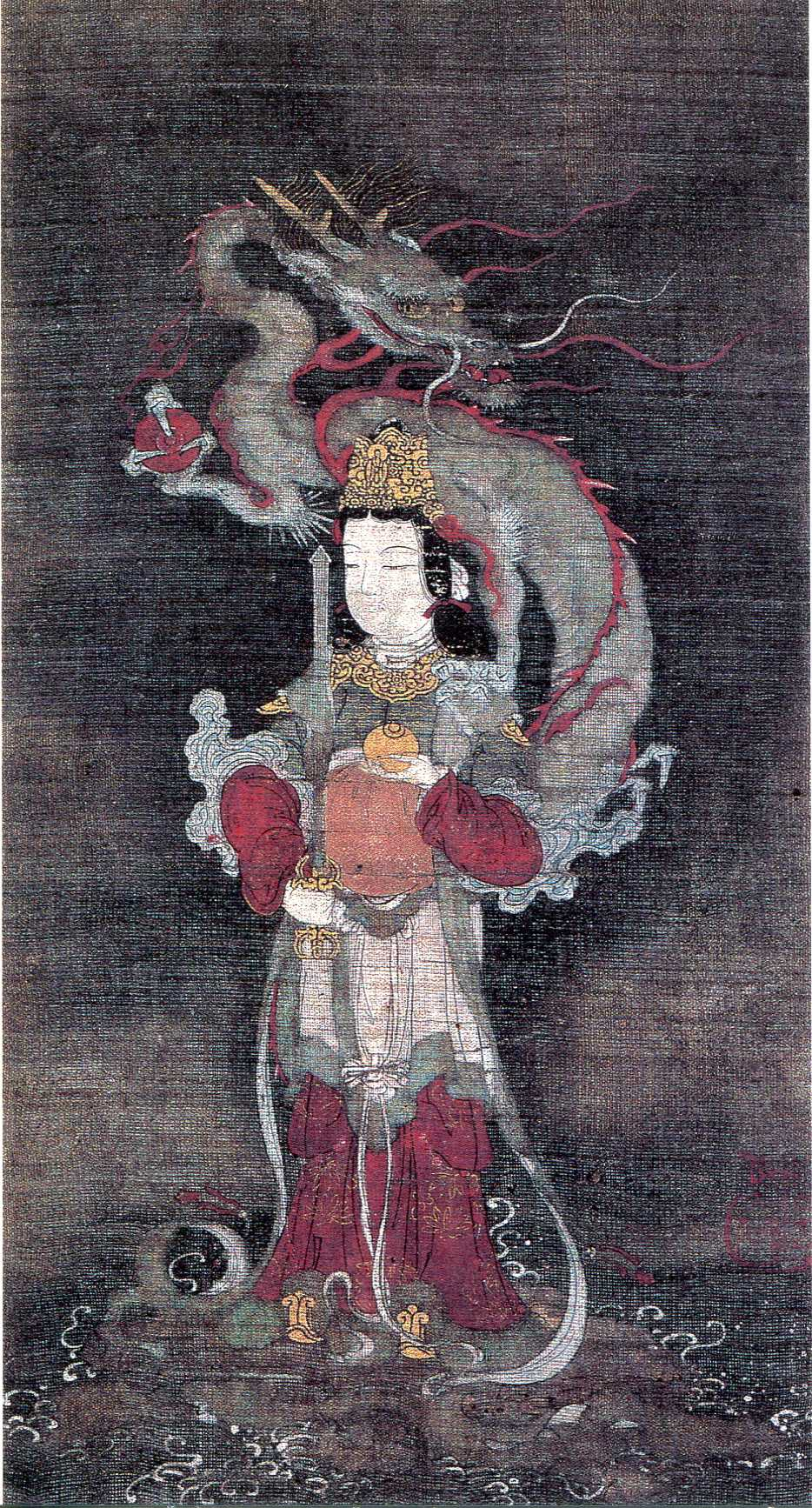
『善女龍王図』（石川県七尾美術館蔵）
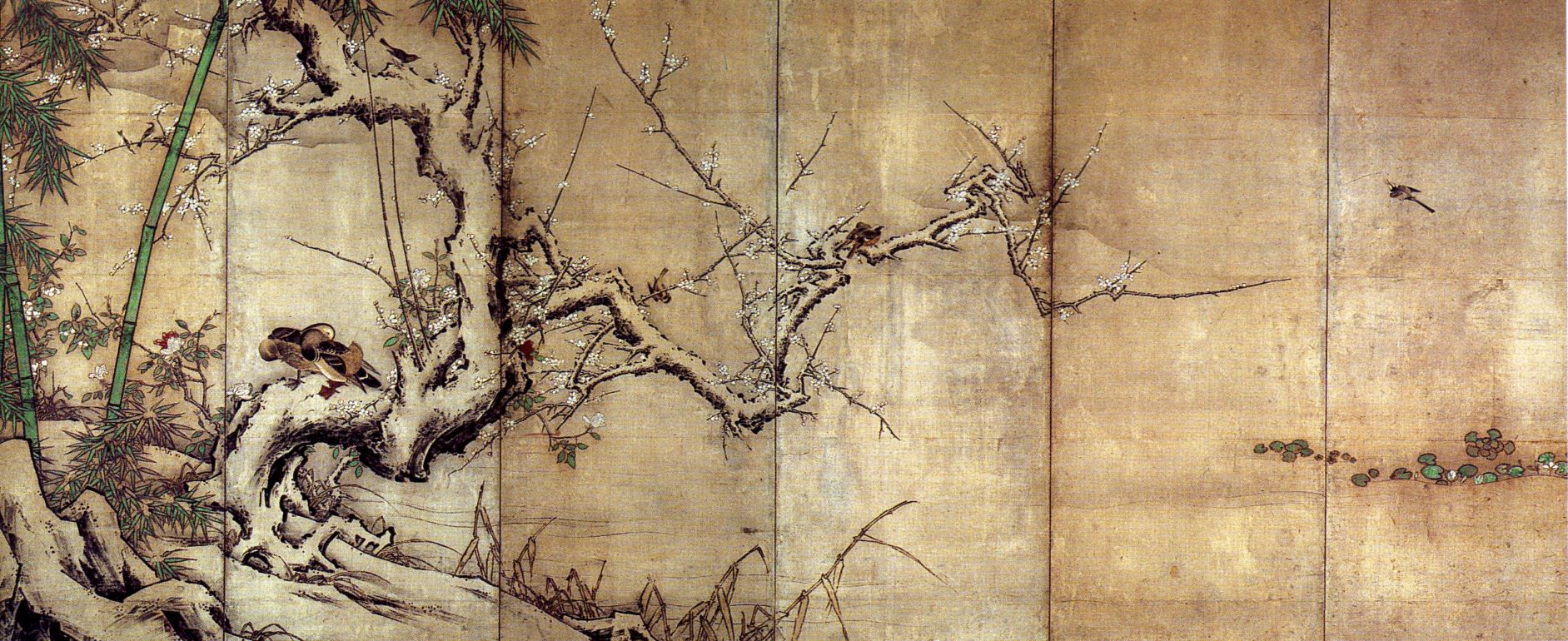
『花鳥図屏風』（妙覚寺蔵）
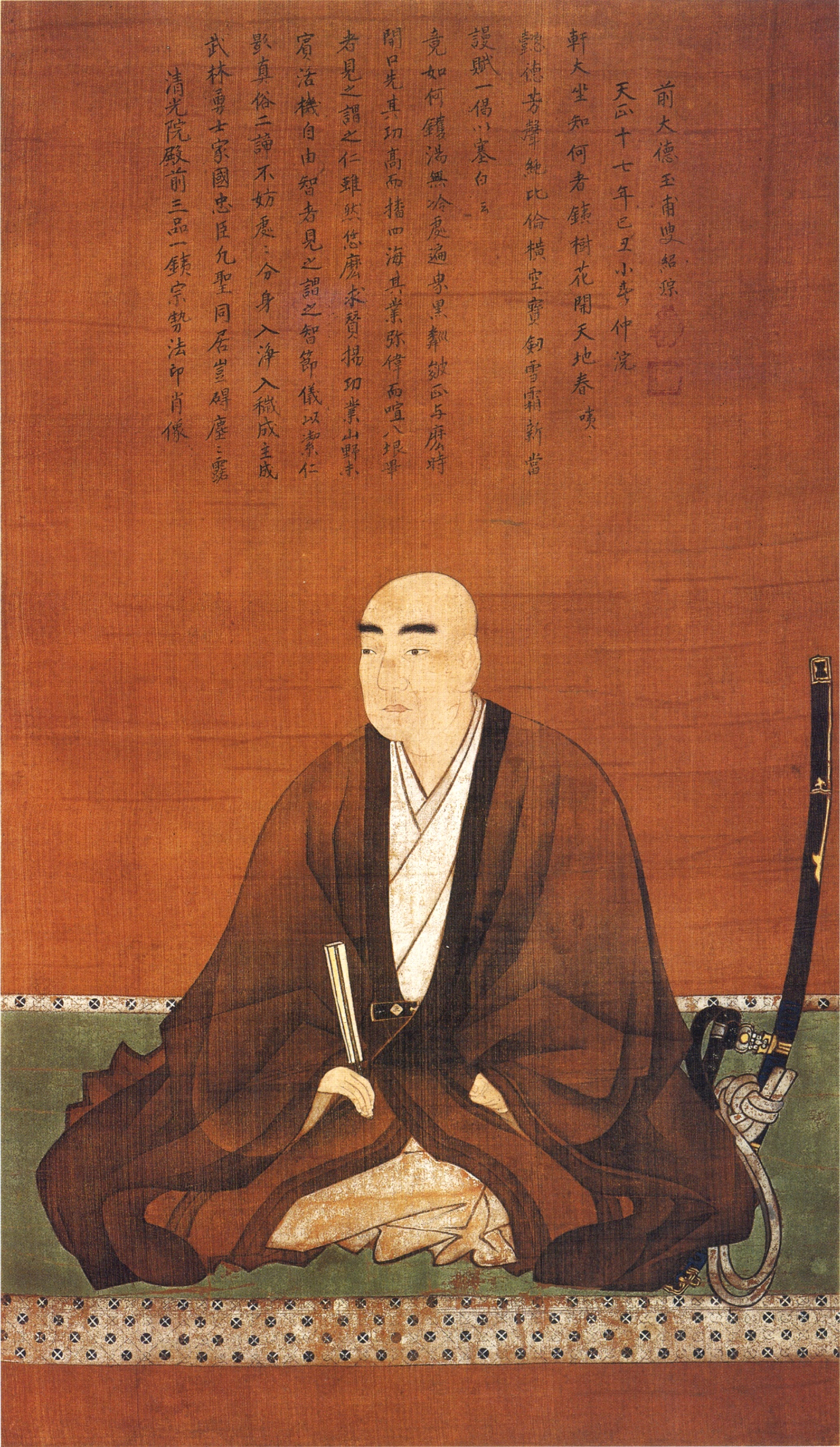
『稲葉一鉄像』（智勝院蔵）
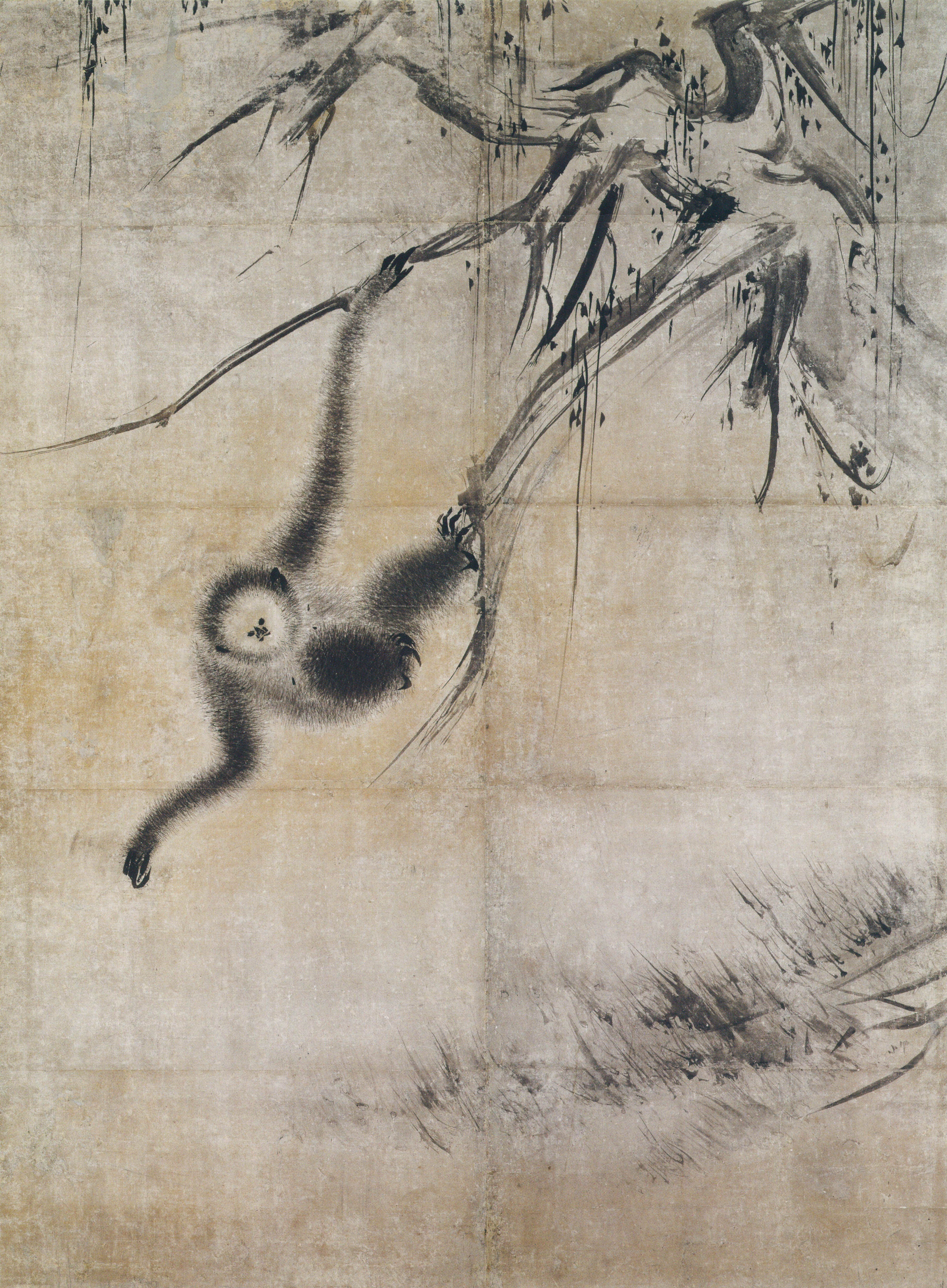
『枯木猿猴図（左部分）』（龍泉庵蔵）
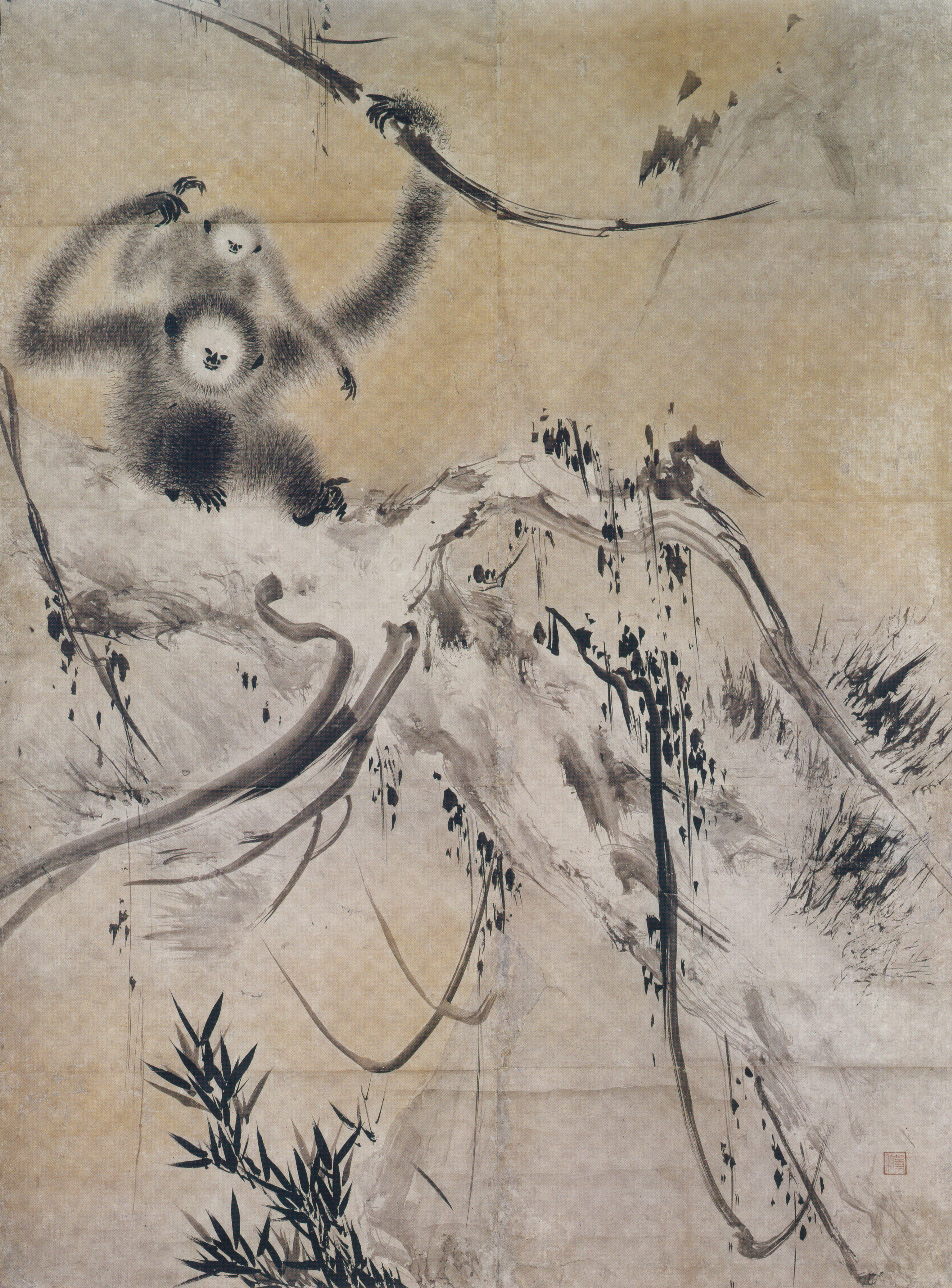
『枯木猿猴図（右部分）』（龍泉庵蔵）
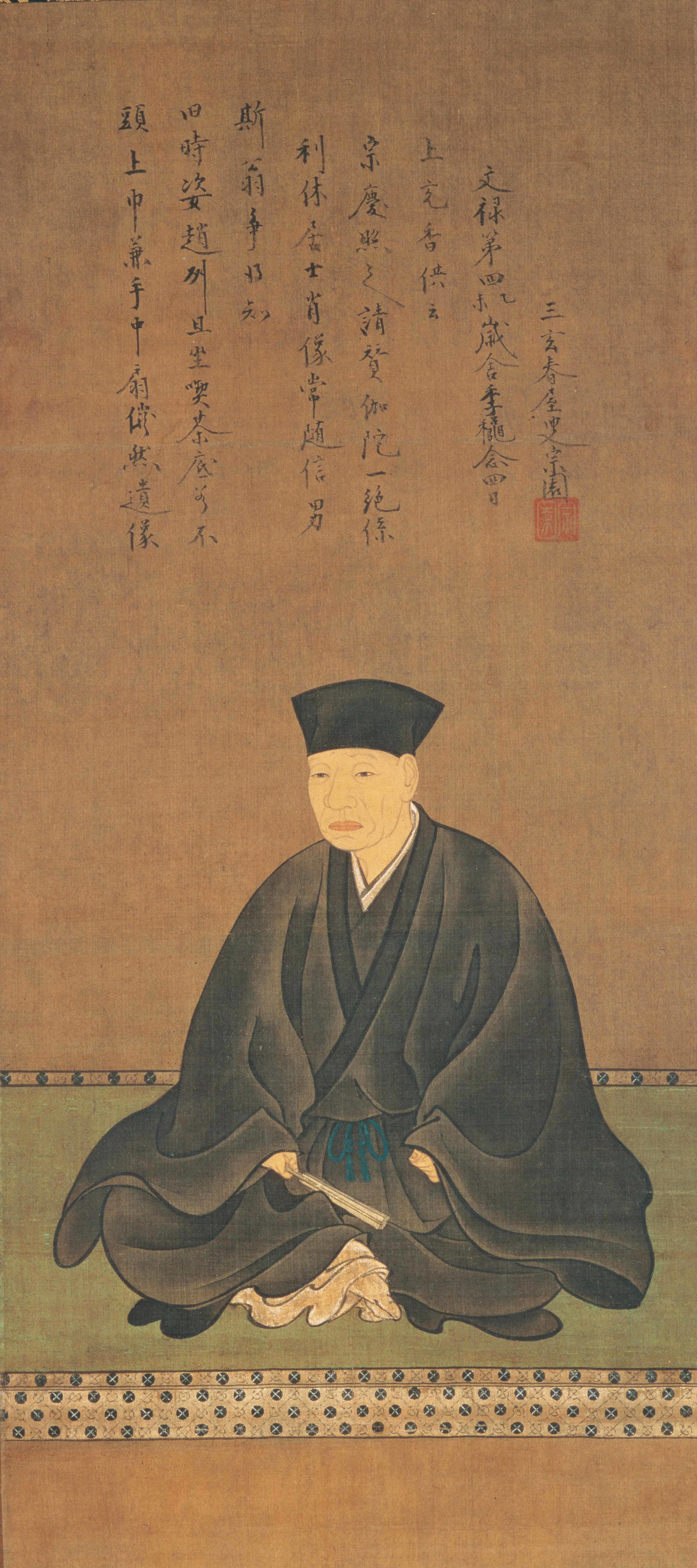
『千利休像』（京都・不審庵蔵）
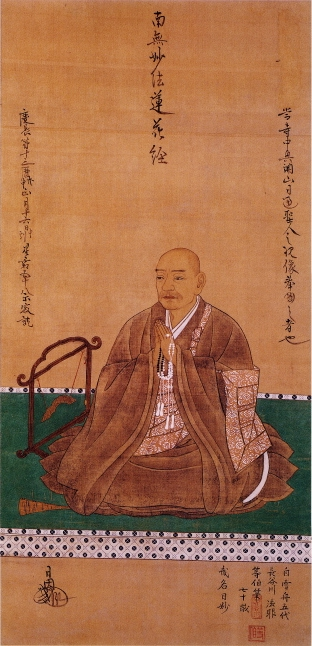
『日通上人像』（本法寺蔵）
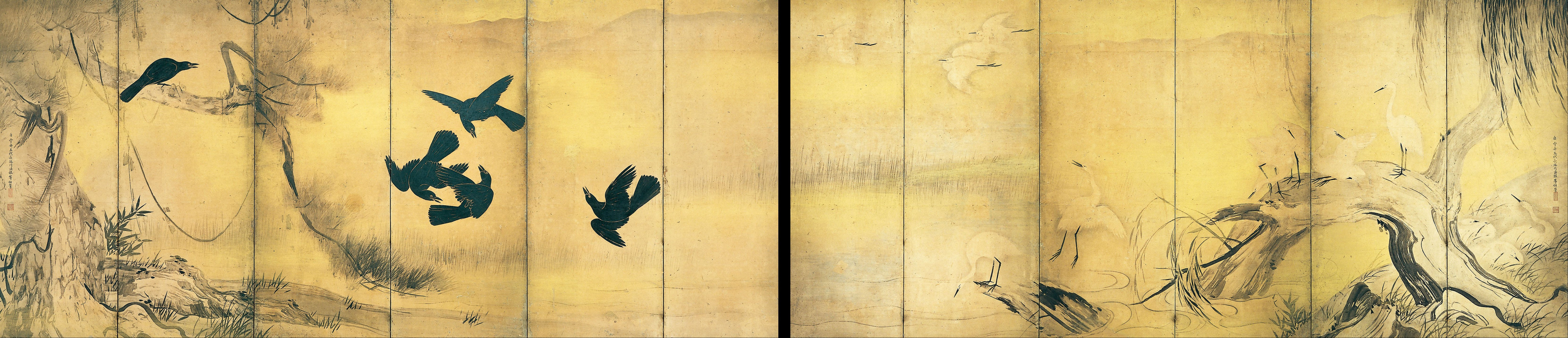
『烏鷺図屏風』（個人蔵　DIC川村記念美術館旧蔵）

## 七尾市と長谷川等伯
平成7年（1995年）、七尾駅前と本法寺に故郷を旅立とうとする等伯の銅像「青雲」が建てられた。
2010年から没後400年を記念し、北國新聞は石川県七尾美術館と七尾市の協力で「長谷川等伯ふるさと調査」を行った。その調査で珠洲市の本住寺に、27歳頃に描いたとされる日蓮の肖像画が見つかり、氷見市の蓮乗寺にある『宝塔絵曼荼羅』が等伯と養父の宗清による、父子合作であることなどが分かった。さらに没後400年を記念して七尾市のマスコットキャラクター「とうはくん」が誕生した。

## 関連作品
- 小説
  - 萩耿介『松林図屏風』日本経済新聞出版社、2008年11月、ISBN 978-4-5321-7089-9
2008年第2回日経小説大賞受賞
  - 安部龍太郎『等伯』上下巻、日本経済新聞出版社、2012年9月、ISBN 978-4-5321-7113-1、ISBN 978-4-5321-7114-8
2013年第148回直木賞受賞
- 漫画
  - 下元ちえ『焔色のまんだら』（リイド社『コミック乱ツインズ 戦国武将列伝』連載）単行本（SPコミックス）全1巻 ISBN 978-4845850013